# Athlétisme aux Jeux olympiques d'été de 1996
Pour des articles plus généraux, voir Jeux olympiques d'été de 1996 et Athlétisme aux Jeux olympiques.
Navigation
Les épreuves d'athlétisme des Jeux olympiques d'été de 1996 ont eu lieu du 26 juillet au 7 août 1996 au Stade olympique du centenaire d'Atlanta. 2 053 athlètes issus de 191 nations ont pris part aux 44 épreuves du programme (20 féminines et 24 masculines). La compétition, qui voit l'apparition au programme olympique du triple saut féminin, est marquée par l'amélioration de deux records du monde et de quinze records olympiques.

## Faits marquants
- Le triple saut a été introduit comme nouvelle épreuve pour des compétitions féminines.
- Donovan Bailey bat le record du monde du 100 mètres.
- Michael Johnson réalise le doublé 200 mètres - 400 mètres avec à la clef un record du monde sur 200 mètres établi en 19 s 32 (record qui tiendra pendant 12 ans, battu par Usain Bolt lors des Jeux olympiques de 2008).
- La française Marie-José Pérec, réalise le doublé 200 mètres - 400 mètres tandis que la russe Svetlana Masterkova réussit le doublé 800 mètres - 1 500 mètres.

## Résultats

### Hommes
| Épreuves | Or                                                                                             | Argent | Bronze |
| --- | ---------------------------------------------------------------------------------------------- | --- | --- |
| 100 m détails | Donovan Bailey 9 s 84 (WR)                                                                     | Frankie Fredericks 9 s 89                                                                                       | Ato Boldon 9 s 90                                                                                                |
| 200 m détails | Michael Johnson 19 s 32 (WR)                                                                   | Frankie Fredericks 19 s 68 (PB)                                                                                 | Ato Boldon 19 s 80                                                                                               |
| 400 m détails | Michael Johnson 43 s 49 (OR)                                                                   | Roger Black 44 s 41                                                                                             | Davis Kamoga 44 s 53                                                                                             |
| 800 m détails | Vebjörn Rodal 1 min 42 s 58 (OR)                                                               | Hezekiél Sepeng 1 min 42 s 74                                                                                   | Fred Onyancha 1 min 42 s 79                                                                                      |
| 1 500 m détails | Noureddine Morceli 3 min 35 s 78                                                               | Fermín Cacho 3 min 36 s 40                                                                                      | Stephen Kipkorir 3 min 36 s 72                                                                                   |
| 5 000 m détails | Vénuste Niyongabo 13 min 7 s 96                                                                | Paul Bitok 13 min 8 s 16                                                                                        | Khalid Boulami 13 min 8 s 37                                                                                     |
| 10 000 m détails | Haile Gebrselassie 27 min 7 s 34 (OR)                                                          | Paul Tergat 27 min 8 s 17                                                                                       | Salah Hissou 27 min 24 s 67                                                                                      |
| Marathon détails | Josia Thugwane 2 h 12 min 35 s                                                                 | Lee Bong-ju 2 h 12 min 39 s                                                                                     | Eric Wainaina 2 h 12 min 44 s                                                                                    |
| 110 m haies détails | Allen Johnson 12 s 95 (OR)                                                                     | Mark Crear 13 s 09                                                                                              | Florian Schwarthoff 13 s 17                                                                                      |
| 400 m haies détails | Derrick Adkins 47 s 54                                                                         | Samuel Matete 47 s 78                                                                                           | Calvin Davis 47 s 96                                                                                             |
| 3 000 m steeple détails | Joseph Keter 8 min 07 s 12                                                                     | Moses Kiptanui 8 min 08 s 33                                                                                    | Alessandro Lambruschini 8 min 11 s 28                                                                            |
| 4 × 100 m détails | Canada Robert Esmie Glenroy Gilbert Bruny Surin Donovan Bailey Carlton Chambers* 37 s 69       | États-Unis Jon Drummond Tim Harden Michael Marsh Dennis Mitchell Tim Montgomery* 38 s 05                        | Brésil Arnaldo Da Silva Robson da Silva Edson Ribeiro André Domingos 38 s 41                                     |
| 4 × 400 m détails | États-Unis Alvin Harrison LaMont Smith Derek Mills Anthuan Maybank Jason Rouser* 2 min 55 s 99 | Grande-Bretagne Iwan Thomas Jamie Baulch Mark Richardson Roger Black Mark Hylton* Du'aine Ladejo* 2 min 56 s 60 | Jamaïque Michael McDonald Greg Haughton Roxbert Martin Davian Clarke Dennis Blake* Garth Robinson* 2 min 59 s 42 |
| 20 km marche détails | Jefferson Pérez 1 h 20 min 7 s                                                                 | Ilya Markov 1 h 20 min 16 s                                                                                     | Bernardo Segura 1 h 20 min 23 s                                                                                  |
| 50 km marche détails | Robert Korzeniowski 3 h 43 min 30 s                                                            | Mikhail Shchennikov 3 h 43 min 46 s                                                                             | Valentin Massana 3 h 44 min 19 s                                                                                 |
| Saut en longueur détails | Carl Lewis 8,50 m                                                                              | James Beckford 8,29 m                                                                                           | Joe Greene 8,24 m                                                                                                |
| Saut en hauteur détails | Charles Austin 2,39 m (OR)                                                                     | Artur Partyka 2,37 m                                                                                            | Steve Smith 2,35 m                                                                                               |
| Saut à la perche détails | Jean Galfione 5,92 m (OR)                                                                      | Igor Trandenkov 5,92 m                                                                                          | Andrei Tivontschik 5,92 m                                                                                        |
| Triple saut détails | Kenny Harrison 18,09 m (OR)                                                                    | Jonathan Edwards 17,88 m                                                                                        | Yoelbi Quesada 17,44 m                                                                                           |
| Lancer du poids détails | Randy Barnes 21,62 m                                                                           | John Godina 20,79 m                                                                                             | Oleksandr Bahach 20,75 m                                                                                         |
| Lancer du disque détails | Lars Riedel 69,40 m (OR)                                                                       | Vladimir Dubrovschik 66,60 m                                                                                    | Vasiliy Kaptyukh 65,80 m                                                                                         |
| Lancer du marteau détails | Balázs Kiss Hongrie 81,24 m                                                                    | Lance Deal 81,12 m                                                                                              | Oleksandr Krykun 80,02 m                                                                                         |
| Lancer du javelot détails | Jan Železný 88,16 m                                                                            | Steve Backley 87,44 m                                                                                           | Seppo Räty 86,98 m                                                                                               |
| Décathlon détails | Dan O'Brien 8 824 pts                                                                          | Frank Busemann 8 706 pts                                                                                        | Tomáš Dvořák 8 664 pts                                                                                           |
| Records et Performances - AR : Record continental (area record) - CR : Record des championnats (championship record) - MR : Record du meeting (meet record) - NR : Record national (national record) - OR : Record olympique (olympic record) - PR : Record paralympique (paralympic record) - PB : Record personnel (personal best) - SB : Meilleure performance personnelle de la saison (season's best) - WL : Meilleure performance mondiale de l'année (world leader) - WJR : Record du monde junior (world junior record) - WR : Record du monde (world record) Circonstances et Conditions - DNF : N'a pas terminé (did not finish) - DNS : N'a pas pris le départ (did not start) - DQ : Disqualification (disqualification) - NM : Aucun essai valable enregistré (No Mark) - Q : Qualifié « directement » au prochain tour (ou à la prochaine compétition), lors d'une compétition majeure, grâce au classement ou à la réalisation des minima (automatic qualifier) - q : Qualifié au prochain tour (ou à la prochaine compétition), lors d'une compétition majeure, grâce au repêchage ou à la réalisation de l'une des meilleures performances parmi celles des « non qualifiés directement » (grâce au meilleur temps ou à la meilleure distance par exemple) (secondary qualifier) |                                                                                                | | |

* Athlètes médaillés ayant participé aux séries des relais

### Femmes
| Épreuves | Or                                                                                             | Argent                                                                                       | Bronze |
| --- | ---------------------------------------------------------------------------------------------- | -------------------------------------------------------------------------------------------- | --- |
| 100 m détails | Gail Devers 10 s 94                                                                            | Merlene Ottey 10 s 94                                                                        | Gwen Torrence 10 s 96                                                                                          |
| 200 m détails | Marie-José Pérec 22 s 12                                                                       | Merlene Ottey 22 s 24                                                                        | Mary Onyali 22 s 38                                                                                            |
| 400 m détails | Marie-José Pérec 48 s 25 (OR)                                                                  | Cathy Freeman 48 s 63                                                                        | Falilat Ogunkoya 49 s 10                                                                                       |
| 800 m détails | Svetlana Masterkova 1 min 57 s 63                                                              | Ana Fidelia Quirot 1 min 58 s 11                                                             | Maria Mutola 1 min 58 s 71                                                                                     |
| 1 500 m détails | Svetlana Masterkova 4 min 00 s 83                                                              | Gabriela Szabo 4 min 01 s 54                                                                 | Theresia Kiesl 4 min 03 s 02 (NR)                                                                              |
| 5 000 m détails | Wang Junxia 14 min 59 s 88 (OR)                                                                | Pauline Konga 15 min 03 s 49                                                                 | Roberta Brunet 15 min 07 s 52                                                                                  |
| 10 000 m détails | Fernanda Ribeiro 31 min 01 s 63 (OR)                                                           | Wang Junxia 31 min 02 s 58                                                                   | Gete Wami 31 min 06 s 65                                                                                       |
| Marathon détails | Fatuma Roba 2 h 26 min 05 s                                                                    | Valentina Yegorova 2 h 28 min 05 s                                                           | Yuko Arimori 2 h 28 min 39 s                                                                                   |
| 100 m haies détails | Ludmila Engquist 12 s 58                                                                       | Brigita Bukovec 12 s 59                                                                      | Patricia Girard 12 s 65                                                                                        |
| 400 m haies détails | Deon Hemmings 52 s 82 (OR)                                                                     | Kim Batten 53 s 08                                                                           | Tonja Buford-Bailey 53 s 22                                                                                    |
| 4 × 100 m détails | États-Unis Chryste Gaines Gail Devers Inger Miller Gwen Torrence Carlette Guidry* 41 s 95      | Bahamas Eldece Clarke Chandra Sturrup Sevatheda Fynes Pauline Davis Debbie Ferguson* 42 s 14 | Jamaïque Michelle Freeman Juliet Cuthbert Nikole Mitchell Merlene Ottey Gillian Russell* Andrea Lloyd* 42 s 24 |
| 4 × 400 m détails | États-Unis Rochelle Stevens Maicel Malone Kim Graham Jearl Miles Linetta Wilson* 3 min 20 s 91 | Nigéria Bisi Afolabi Fatima Yusuf Charity Opara Falilat Ogunkoya 3 min 21 s 04               | Allemagne Uta Rohländer Linda Kisabaka Anja Rucker Grit Breuer 3 min 21 s 14                                   |
| 10 km marche détails | Yelena Nikolayeva 41 min 49 s (OR)                                                             | Elisabetta Perrone 42 min 12 s                                                               | Wang Yan 42 min 19 s                                                                                           |
| Saut en longueur détails | Chioma Ajunwa 7,12 m                                                                           | Fiona May 7,02 m                                                                             | Jackie Joyner-Kersee 7,00 m                                                                                    |
| Saut en hauteur détails | Stefka Kostadinova 2,05 m (OR)                                                                 | Niki Bakogianni 2,03 m                                                                       | Inha Babakova 2,01 m                                                                                           |
| Triple saut détails | Inessa Kravets 15,33 m (OR)                                                                    | Inna Lasovskaya 14,98 m                                                                      | Sarka Kasparkova 14,98 m                                                                                       |
| Lancer du poids détails | Astrid Kumbernuss 20,56 m                                                                      | Sui Xinmei 19,88 m                                                                           | Irina Khudoroshkina 19,35 m                                                                                    |
| Lancer du disque détails | Ilke Wyludda 69,66 m                                                                           | Natalya Sadova 66,48 m                                                                       | Ellina Zvereva 65,64 m                                                                                         |
| Lancer du javelot détails | Heli Rantanen 67,94 m                                                                          | Louise McPaul 65,54 m                                                                        | Trine Hattestad 64,98 m                                                                                        |
| Heptathlon détails | Ghada Shouaa 6 780 pts                                                                         | Natasha Sazanovich 6 563 pts                                                                 | Denise Lewis 6 489 pts                                                                                         |
| Records et Performances - AR : Record continental (area record) - CR : Record des championnats (championship record) - MR : Record du meeting (meet record) - NR : Record national (national record) - OR : Record olympique (olympic record) - PR : Record paralympique (paralympic record) - PB : Record personnel (personal best) - SB : Meilleure performance personnelle de la saison (season's best) - WL : Meilleure performance mondiale de l'année (world leader) - WJR : Record du monde junior (world junior record) - WR : Record du monde (world record) Circonstances et Conditions - DNF : N'a pas terminé (did not finish) - DNS : N'a pas pris le départ (did not start) - DQ : Disqualification (disqualification) - NM : Aucun essai valable enregistré (No Mark) - Q : Qualifié « directement » au prochain tour (ou à la prochaine compétition), lors d'une compétition majeure, grâce au classement ou à la réalisation des minima (automatic qualifier) - q : Qualifié au prochain tour (ou à la prochaine compétition), lors d'une compétition majeure, grâce au repêchage ou à la réalisation de l'une des meilleures performances parmi celles des « non qualifiés directement » (grâce au meilleur temps ou à la meilleure distance par exemple) (secondary qualifier) |                                                                                                |                                                                                              | |

* Athlètes médaillées ayant participé aux séries des relais

## Tableau des médailles
| Rang | Nation            | Or | Argent | Bronze | Total |
| ---- | ----------------- | -- | ------ | ------ | ----- |
| 1    | États-Unis        | 13 | 5      | 5      | 23    |
| 2    | Russie            | 3  | 6      | 1      | 10    |
| 3    | Allemagne         | 3  | 1      | 3      | 7     |
| 4    | France            | 3  | 0      | 1      | 4     |
| 5    | Éthiopie          | 2  | 0      | 1      | 3     |
| 6    | Canada            | 2  | 0      | 0      | 2     |
| 7    | Kenya             | 1  | 4      | 3      | 8     |
| 8    | Jamaïque          | 1  | 3      | 2      | 6     |
| 9    | Chine             | 1  | 2      | 1      | 4     |
| 10   | Nigeria           | 1  | 1      | 2      | 4     |
| 11   | Pologne           | 1  | 1      | 0      | 2     |
| 11   | Afrique du Sud    | 1  | 1      | 0      | 2     |
| 13   | Ukraine           | 1  | 0      | 3      | 4     |
| 14   | Tchéquie          | 1  | 0      | 2      | 3     |
| 15   | Finlande          | 1  | 0      | 1      | 2     |
| 15   | Norvège           | 1  | 0      | 1      | 2     |
| 17   | Algérie           | 1  | 0      | 0      | 1     |
| 17   | Bulgarie          | 1  | 0      | 0      | 1     |
| 17   | Burundi           | 1  | 0      | 0      | 1     |
| 17   | Équateur          | 1  | 0      | 0      | 1     |
| 17   | Hongrie           | 1  | 0      | 0      | 1     |
| 17   | Portugal          | 1  | 0      | 0      | 1     |
| 17   | Suède             | 1  | 0      | 0      | 1     |
| 17   | Syrie             | 1  | 0      | 0      | 1     |
| 25   | Grande-Bretagne   | 0  | 4      | 2      | 6     |
| 26   | Biélorussie       | 0  | 2      | 2      | 4     |
| 26   | Italie            | 0  | 2      | 2      | 4     |
| 28   | Australie         | 0  | 2      | 0      | 2     |
| 28   | Namibie           | 0  | 2      | 0      | 2     |
| 30   | Cuba              | 0  | 1      | 1      | 2     |
| 30   | Espagne           | 0  | 1      | 1      | 2     |
| 32   | Bahamas           | 0  | 1      | 0      | 1     |
| 32   | Grèce             | 0  | 1      | 0      | 1     |
| 32   | Corée du Sud      | 0  | 1      | 0      | 1     |
| 32   | Roumanie          | 0  | 1      | 0      | 1     |
| 32   | Slovénie          | 0  | 1      | 0      | 1     |
| 32   | Zambie            | 0  | 1      | 0      | 1     |
| 38   | Maroc             | 0  | 0      | 2      | 2     |
| 38   | Trinité-et-Tobago | 0  | 0      | 2      | 2     |
| 40   | Autriche          | 0  | 0      | 1      | 1     |
| 40   | Brésil            | 0  | 0      | 1      | 1     |
| 40   | Japon             | 0  | 0      | 1      | 1     |
| 40   | Mexique           | 0  | 0      | 1      | 1     |
| 40   | Mozambique        | 0  | 0      | 1      | 1     |
| 40   | Ouganda           | 0  | 0      | 1      | 1     |